# Герда Тірен
Герда Тірен (швед. Gerda Tirén), до шлюбу Рюдберг (швед. Rydberg; 1858—1928) — шведська художниця, ілюстраторка.

## Біографія
Народилася 11 січня 1858 в Стокгольмі. Її батько, Карл Генрик Рюдберг (1820—1902), був письменником і журналістом. Її мати, Емма (1820—1899), була онукою портретиста і скульптора Форслунда.
З 1880 по 1883 роки навчалася в Королівській академії мистецтв. Завдяки стипендії змогла вчитися в Парижі. У січні 1884 року заручилася з Юганом Тіреном і в Парижі пошлюбилась з ним. Наприкінці 1884 року молодята повернулися на батьківщину і оселилися в містечку Увікен. Народила четверо дітей: Нільса (1889—1935) і Христинау (1886—1951) (також стали художниками), Карін (1887—1951) і Елізабет (1890—1937), які присвятили себе музиці.
Проводила численні виставки, у тому числі в паризькому салоні (1885) і в Лільєвальхсе (1917).
Пізніше переїхала з родиною в Пеннінгбю, де оселилася в садибі Тирста і прожила там майже все життя. У 1894 році Тірен з сім'єю ненадовго повернулася в Увікен.
Разом з дітьми, Нільсом і Христиною, провела виставку в Konstnärshuset у 1918 році.
Померла Герда Тірен 1928 року в Пеннінгбю і похована поряд із чоловіком, пізніше там були поховані і їхні діти.

## Творчість
Художниця писала портрети, пейзажі та квіткові натюрморти, жанрові сценки з життя французів і шведів, а також зображення дітей. В її творчості є чимало листівок з гномами, що так полюбилися скандинавам.
Серед відомих книжкових ілюстрацій Герди Тірен — малюнки до книг «Життя в країні» Фріца Рейтера, «Пригоди Робінзона Крузо» Даніеля Дефо в 1899 році, «Принц і жебрак» Марка Твена і до численних казок.
З 1923 року художниця активно співпрацювала з журналом «Jultomten», який видавала в Стокгольмі шведська вчительська газета. У цьому виданні були надруковані ілюстрації до вірша Захаріаса Топеліуса «Горобець», стара акварель художниці, опублікована на поштових листівках ще в 1898 році, під назвою «Чи будете ви купувати різдвяні подарунки?», численні жанрові сцени з дітьми.
Картини подружжя Тірен знаходяться колекції Національного музею в Стокгольмі, в низці провінційних музеїв Швеції і численних приватних колекціях.

## Галерея

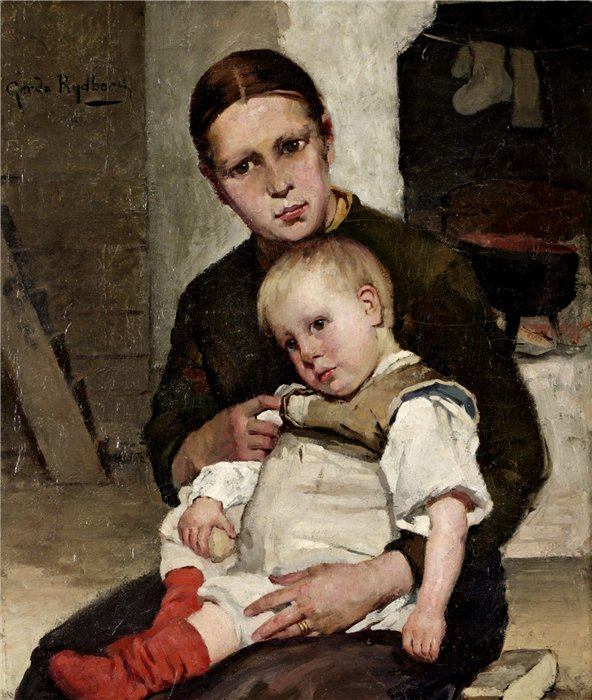
Жінка з хлопчиком на колінах
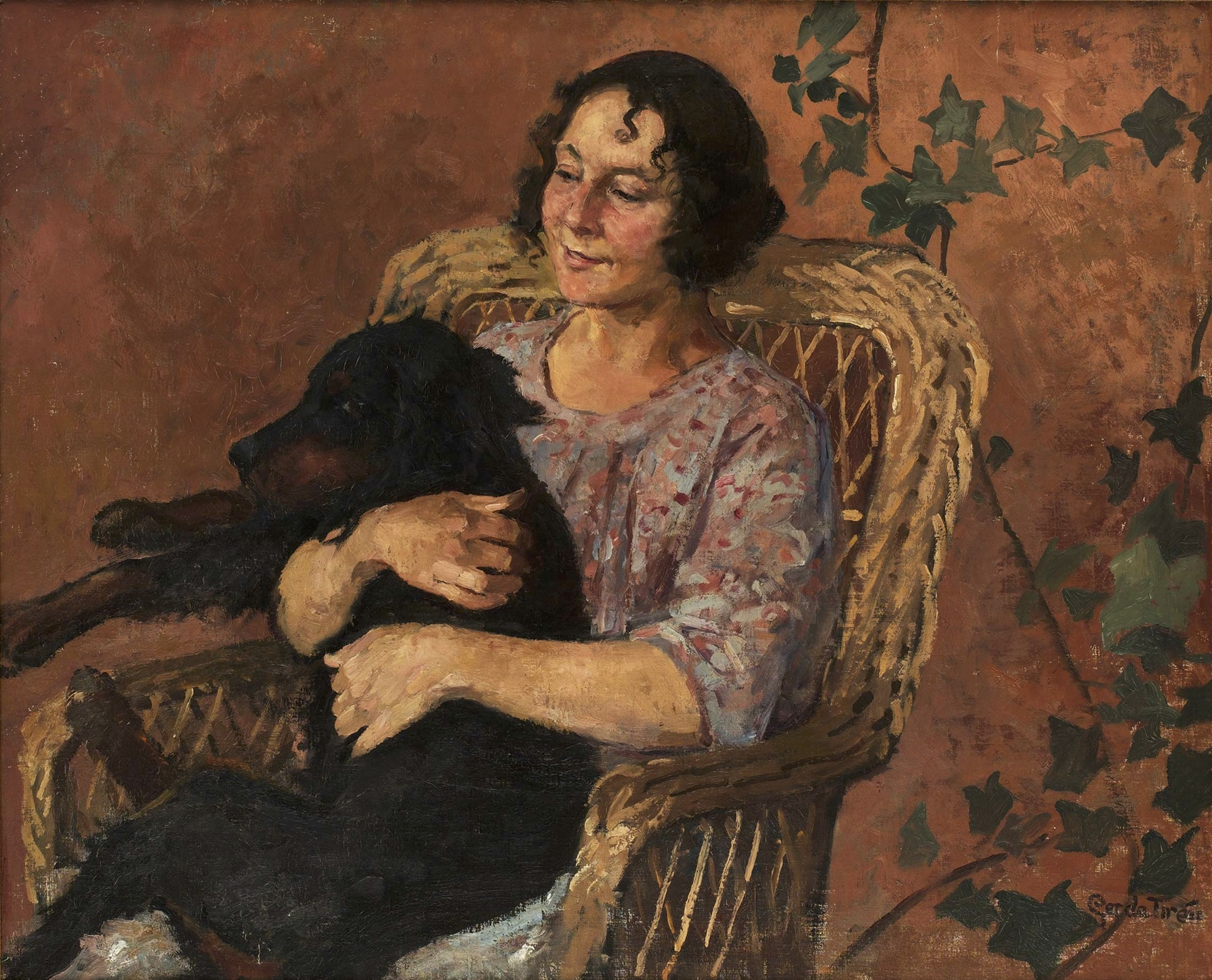
Карін і Тіппі
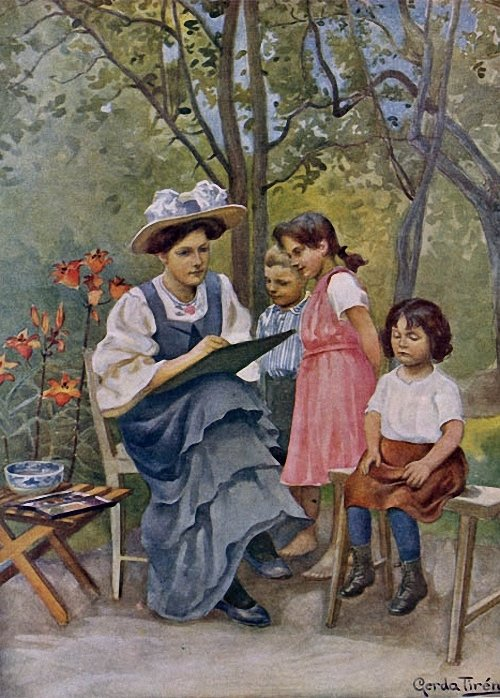
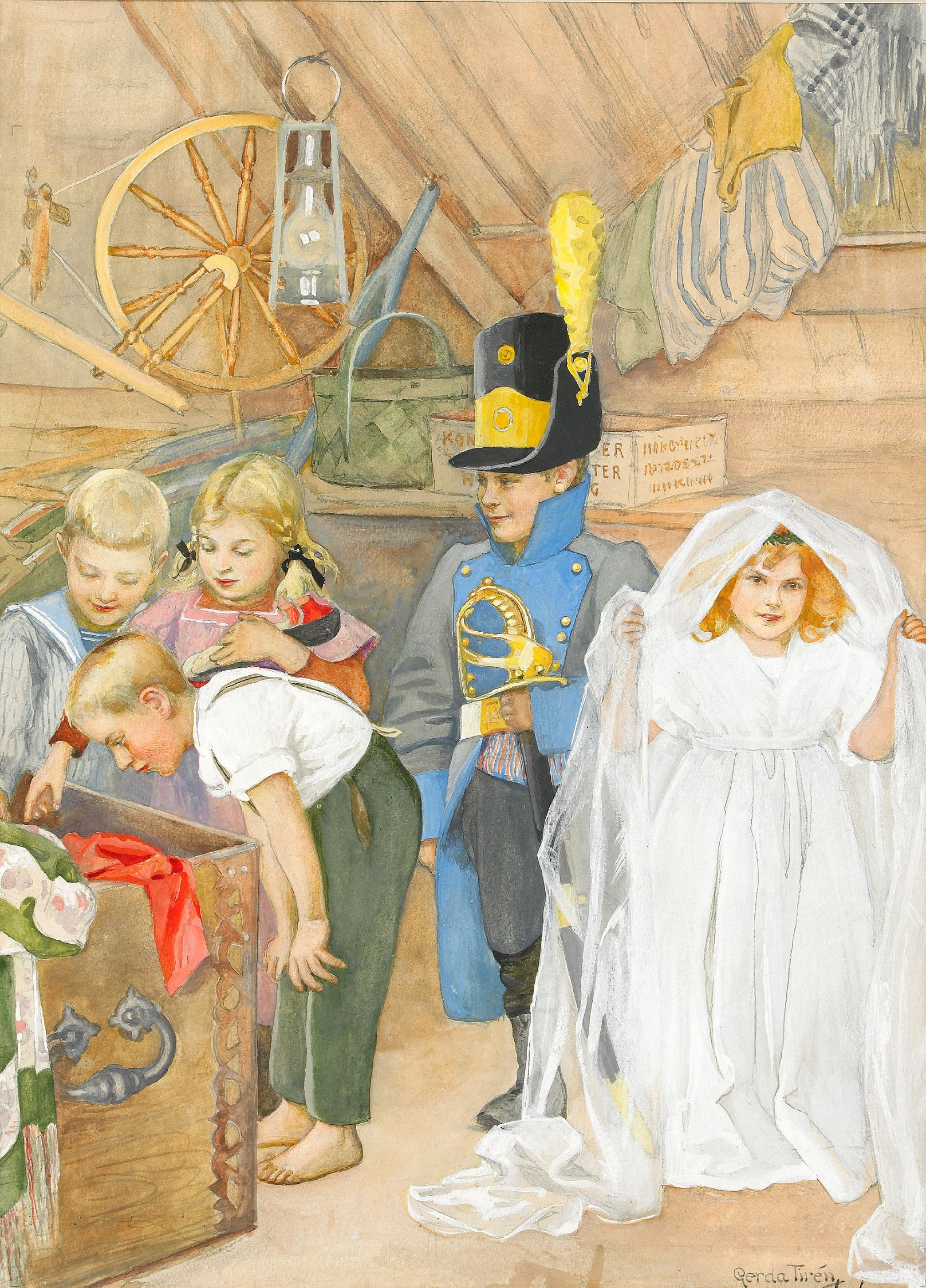
Весільна процесія